# Jinjin Harder
Jinghao Jinjin Viktoria Harder (* 30. August 1984 in Wuhan, China) ist eine deutsche Reality-TV-Darstellerin.

## Leben
Harder wurde 1984 in der mittelchinesischen Millionenstadt Wuhan geboren. Sie zog mit ihrer Mutter 1992 nach Deutschland. 2005 machte sie ihr Abitur am Heinrich-von-Gagern-Gymnasium in Frankfurt am Main.
Sie studierte an der TU Darmstadt Physik im Bachelorstudiengang. Weiterhin arbeitete sie an der TU am Institut für Kernphysik und als Hardwareprogrammiererin für FPGAs beim GSI Helmholtzzentrum für Schwerionenforschung. Erstmals bekam sie 2012 TV-Aufmerksamkeit als Teilnehmerin der TV-Formate Der Bachelor und Das perfekte Promi-Dinner. Zudem wirkte sie in verschiedenen deutschen Spielfilmen mit.
Danach veröffentlichte sie die Single Kung Fu Fighting (feat. Mo Familia) und brachte ein Zwei-Phasen-Gesichtspflegespray sowie eine Parfum-Kreation namens „Jin Jin“ raus. Sie arbeitete außerdem als Model für die Commerzbank, Hewlett-Packard und Neckermann.
2013 nahm sie an der TV-Show Wild Girls – Auf High Heels durch Afrika teil.

## Persönliches
Harder spricht fünf Sprachen; neben Chinesisch auch Deutsch, Englisch, Italienisch und Französisch. Ihr Hobby ist chinesischer Frauen-Schwertkampf.

## Film und Fernsehen

### Auftritte als Schauspielerin
- Ein Fall für zwei (TV-Serie, ungenannt)
- 2004: Ein Zwilling ist nicht genug (Spielfilm)
- 2005: Blindes Vertrauen (Spielfilm)
- 2012: King TMD – Give You What You Need (Musikvideo)[7]
- 2013: Global Player – Wo wir sind isch vorne (Tragikomödie/Kinofilm, ARD, Regie: Hannes Stöhr)[8]

### Weitere Fernsehauftritte
- 2012: Der Bachelor (Zweite Staffel)
- 2012: Das perfekte Promi-Dinner[9]
- 2013: Wild Girls – Auf High Heels durch Afrika